# 阿芒德什-奥内什
阿芒德什-奥内什（法語：Amendeuix-Oneix，法語發音：[amɛ̃døʃ ɔnɛʃ]）是法国大西洋比利牛斯省的一个市镇，属于巴约讷区。该市镇于1846年由原市镇阿芒德什（Amendeuix）和奥内什（Oneix）合并而成。

## 地理
阿芒德什-奥内什（43°20'43"N, 1°2'48"W）面积7.66 平方千米，位于法国新阿基坦大区大西洋比利牛斯省，该省份为法国东南部省份，涵盖了贝阿恩与北巴斯克，西临大西洋比斯開灣，北至朗德省，东北接热尔省，东临上比利牛斯省，南与西班牙接壤。
与阿芒德什-奥内什接壤的市镇（或旧市镇、城区）包括：拉贝茨-比斯凯、阿伊西里茨-卡穆-叙阿斯特、茹瓦约斯河畔贝里、加巴、加里斯、吕克斯-桑贝罗特、圣帕莱。
阿芒德什-奥内什的时区为UTC+01:00、UTC+02:00（夏令时）。

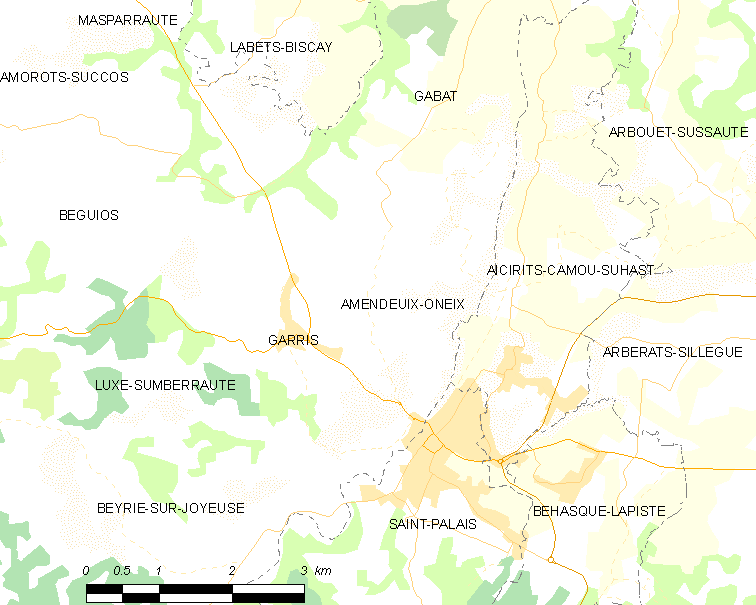
阿芒德什-奥内什的OSM定位图

## 行政
阿芒德什-奥内什的邮政编码为64120，INSEE市镇编码为64018。

## 政治
阿芒德什-奥内什所属的省级选区为比达什地区-阿米库塞-奥斯蒂巴尔县。

## 人口

1962-2008年间阿芒德什-奥内什人口变化图示

阿芒德什-奥内什于2022年1月1日时的人口数量为466人。